# Matthias Vilhjálmsson
Matthías Vilhjálmsson (Ísafjörður, 30 januari 1987) is een IJslands voetballer die doorgaans uitkomt als spits. In februari 2023 verruilde hij FH Hafnarfjörður voor Víkingur. Vilhjálmsson maakte in 2009 zijn debuut in het IJslands voetbalelftal.

## Clubcarrière
Vilhjálmsson begon zijn carrière in de jeugd van Boltafélag Ísafjarðar, waarna hij in 2004 overstapte naar FH Hafnarfjörður. Voor die club maakte hij in 2006 zijn professionele debuut. Tot 2010 werd hij driemaal landskampioen en wist het team twee keer de bekerfinale te winnen. In januari 2011 maakte de IJslander op huurbasis de overstap naar Colchester United, op dat moment actief in de League One. Vilhjálmsson viel in de maanden januari en februari driemaal in, voor hij begin maart door FH teruggeroepen werd. Na zijn terugkeer speelde de aanvaller nog eenentwintig competitiewedstrijden, waarin hij tien keer doel wist te treffen. In 2012 werd hij voor een jaar verhuurd aan IK Start. Na dat jaar, waarin de club promoveerde naar de Eliteserien, trok de clubleiding de IJslander definitief aan. Op het hoogste niveau scoorde hij in tweeënhalf jaar drieëntwintig keer. In de zomer van 2015 verkaste Vilhjálmsson naar Rosenborg BK, waar hij zijn handtekening zette onder een verbintenis voor de duur van tweeënhalf jaar. Dit contract werd in december 2016 verlengd tot eind 2019. Begin 2019 ging hij naar Vålerenga IF. De IJslander keerde in februari 2021 terug naar zijn vaderland, waar hij opnieuw voor FH Hafnarfjörður ging spelen. Twee jaar later nam Víkingur hem transfervrij over.

## Clubstatistieken
| Seizoen | Club                | Competitie  | Competitie | Competitie | Beker | Beker | Internationaal | Internationaal | Totaal | Totaal |
| Seizoen | Club                | Competitie  | Wed.       | Dlp.       | Wed.  | Dlp.  | Wed.           | Dlp.           | Wed.   | Dlp.   |
| ------- | ------------------- | ----------- | ---------- | ---------- | ----- | ----- | -------------- | -------------- | ------ | ------ |
| 2006    | FH Hafnarfjörður    | Úrvalsdeild | ?          | ?          | ?     | ?     | 4              | 0              | 31     | 18     |
| 2007    | FH Hafnarfjörður    | Úrvalsdeild | ?          | ?          | ?     | ?     | 4              | 3              | 4      | 3      |
| 2008    | FH Hafnarfjörður    | Úrvalsdeild | ?          | ?          | ?     | ?     | 4              | 0              | 4      | 0      |
| 2009    | FH Hafnarfjörður    | Úrvalsdeild | 22         | 10         | ?     | ?     | 2              | 0              | 24     | 10     |
| 2010    | FH Hafnarfjörður    | Úrvalsdeild | 21         | 6          | 6     | 4     | 2              | 0              | 29     | 10     |
| 2010/11 | → Colchester United | League One  | 3          | 0          | 0     | 0     | —              | —              | 3      | 0      |
| 2011    | FH Hafnarfjörður    | Úrvalsdeild | 21         | 10         | 3     | 1     | 2              | 0              | 26     | 11     |
| 2012    | → IK Start          | 1. divisjon | 30         | 18         | 1     | 0     | —              | —              | 31     | 18     |
| 2013    | IK Start            | Eliteserien | 29         | 11         | 3     | 1     | —              | —              | 32     | 12     |
| 2014    | IK Start            | Eliteserien | 22         | 5          | 2     | 3     | —              | —              | 24     | 8      |
| 2015    | IK Start            | Eliteserien | 15         | 7          | 0     | 0     | —              | —              | 15     | 7      |
| 2015    | Rosenborg BK        | Eliteserien | 12         | 2          | 2     | 2     | 8              | 1              | 22     | 5      |
| 2016    | Rosenborg BK        | Eliteserien | 29         | 5          | 5     | 1     | 6              | 0              | 40     | 6      |
| 2017    | Rosenborg BK        | Eliteserien | 18         | 7          | 4     | 4     | 6              | 1              | 28     | 12     |
| 2018    | Rosenborg BK        | Eliteserien | 7          | 0          | 1     | 0     | 7              | 0              | 15     | 0      |
| 2019    | Vålerenga IF        | Eliteserien | 28         | 5          | 1     | 1     | —              | —              | 29     | 6      |
| 2020    | Vålerenga IF        | Eliteserien | 29         | 6          | 0     | 0     | —              | —              | 29     | 6      |
| 2021    | FH Hafnarfjörður    | Úrvalsdeild | 22         | 7          | 2     | 1     | 4              | 0              | 28     | 8      |
| 2022    | FH Hafnarfjörður    | Úrvalsdeild | 26         | 9          | 5     | 0     | 0              | 0              | 31     | 9      |
| 2023    | Víkingur            | Úrvalsdeild | 21         | 5          | 4     | 1     | 2              | 0              | 27     | 6      |
| 2024    | Víkingur            | Úrvalsdeild | 13         | 1          | 5     | 0     | 8              | 1              | 26     | 2      |
| 2025    | Víkingur            | Úrvalsdeild | 2          | 0          | 1     | 0     | 0              | 0              | 3      | 0      |
| Totaal  | Totaal              | Totaal      | 370        | 116        | 45    | 19    | 59             | 6              | 474    | 141    |

Bijgewerkt op 22 april 2025.

## Interlandcarrière
Vilhjálmsson maakte in 2009 zijn debuut in het IJslands voetbalelftal. Op 22 maart werd in een oefenduel met 1–2 verloren van Faeröer. De aanvaller mocht van bondscoach Ólafur Johannessen in de rust invallen voor Jóhann Berg Guðmundsson. De andere debutanten dit duel waren Guðjón Antoníusson (Keflavík ÍF), Kristinn Jónsson, Guðmundur Kristjánsson (beiden Breiðablik), Guðjón Baldvinsson (GAIS), Gunnar Guðmundsson (Fjölnir), Óskar Hauksson (KR Reykjavik) en Rúrik Gíslason (Viborg FF). Op 21 maart 2010 speelde hij zijn derde interland, toen hij in een vriendschappelijke wedstrijd tegen Faeröer in de basis startte. In de tiende minuut zette Vilhjálmsson zijn land op voorsprong. Uiteindelijk werd het door een doelpunt van Kolbeinn Sigþórsson nog 2–0 worden en de aanvaller zou gewisseld worden ten faveure van Baldur Sigurðsson.
| Interlands van Matthías Vilhjálmsson voor IJsland | Interlands van Matthías Vilhjálmsson voor IJsland | Interlands van Matthías Vilhjálmsson voor IJsland | Interlands van Matthías Vilhjálmsson voor IJsland | Interlands van Matthías Vilhjálmsson voor IJsland | Interlands van Matthías Vilhjálmsson voor IJsland |
| №                                                 | Datum                                             | Wedstrijd                                         | Uitslag                                           | Competitie                                        | Goals                                             |
| Als speler bij FH Hafnarfjörður                   | Als speler bij FH Hafnarfjörður                   | Als speler bij FH Hafnarfjörður                   | Als speler bij FH Hafnarfjörður                   | Als speler bij FH Hafnarfjörður                   | Als speler bij FH Hafnarfjörður                   |
| ------------------------------------------------- | ------------------------------------------------- | ------------------------------------------------- | ------------------------------------------------- | ------------------------------------------------- | ------------------------------------------------- |
| 1                                                 | 22 maart 2009                                     | IJsland – Faeröer                                 | 1 – 2                                             | Vriendschappelijk                                 |                                                   |
| 2                                                 | 10 november 2009                                  | Iran – IJsland                                    | 1 – 0                                             | Vriendschappelijk                                 |                                                   |
| 3                                                 | 21 maart 2010                                     | IJsland – Faeröer                                 | 2 – 0                                             | Vriendschappelijk                                 | 10'                                               |
| 4                                                 | 24 maart 2010                                     | Mexico – IJsland                                  | 0 – 0                                             | Vriendschappelijk                                 |                                                   |
| 5                                                 | 11 augustus 2010                                  | IJsland – Liechtenstein                           | 1 – 1                                             | Vriendschappelijk                                 |                                                   |
| 6                                                 | 17 november 2010                                  | Israël – IJsland                                  | 3 – 2                                             | Vriendschappelijk                                 |                                                   |
| 7                                                 | 6 september 2011                                  | IJsland – Cyprus                                  | 1 – 0                                             | EK 2016 kwalificatie                              |                                                   |
| 8                                                 | 7 oktober 2011                                    | Portugal – IJsland                                | 5 – 3                                             | EK 2016 kwalificatie                              |                                                   |
| Als speler bij IK Start                           |                                                   |                                                   |                                                   |                                                   |                                                   |
| 9                                                 | 24 februari 2012                                  | Japan – IJsland                                   | 3 – 1                                             | Vriendschappelijk                                 |                                                   |
| 10                                                | 14 november 2012                                  | Andorra – IJsland                                 | 0 – 2                                             | Vriendschappelijk                                 |                                                   |
| 11                                                | 21 januari 2014                                   | IJsland – Zweden                                  | 0 – 2                                             | Vriendschappelijk                                 |                                                   |
| 12                                                | 16 januari 2015                                   | Canada – IJsland                                  | 1 – 2                                             | Vriendschappelijk                                 | 42'                                               |
| 13                                                | 19 januari 2015                                   | Canada – IJsland                                  | 1 – 1                                             | Vriendschappelijk                                 |                                                   |
| Als speler bij Rosenborg BK                       |                                                   |                                                   |                                                   |                                                   |                                                   |
| 14                                                | 13 januari 2016                                   | Finland – IJsland                                 | 0 – 1                                             | Vriendschappelijk                                 |                                                   |
| 15                                                | 16 januari 2016                                   | Verenigde Arabische Emiraten – IJsland            | 2 – 1                                             | Vriendschappelijk                                 |                                                   |

Bijgewerkt op 22 april 2025.

## Erelijst
| Competitie       |                  |                        |                  |                  |
| Competitie       | Aantal           | Jaren                  |                  |                  |
| FH Hafnarfjörður | FH Hafnarfjörður | FH Hafnarfjörður       | FH Hafnarfjörður | FH Hafnarfjörður |
| ---------------- | ---------------- | ---------------------- | ---------------- | ---------------- |
| Úrvalsdeild      | 3                | 2006, 2008, 2009       |                  |                  |
| VISA-bikar       | 2                | 2007, 2010             |                  |                  |
| Supercup         | 3                | 2007, 2008, 2010       |                  |                  |
| Rosenborg BK     |                  |                        |                  |                  |
| Eliteserien      | 4                | 2015, 2016, 2017, 2018 |                  |                  |
| NM Cupen         | 3                | 2015, 2016, 2018       |                  |                  |
| Supercup         | 1                | 2017                   |                  |                  |
| Víkingur         |                  |                        |                  |                  |
| Úrvalsdeild      | 1                | 2023                   |                  |                  |
| VISA-bikar       | 1                | 2023                   |                  |                  |